# Rivière Octave (baie de Rupert)
Pour les articles homonymes, voir Octave et Rivière Octave.
La rivière Octave est un affluent de la baie de Rupert. Elle coule dans la municipalité de Eeyou Istchee Baie-James, dans la région administrative du Nord-du-Québec, au Québec, au Canada.

## Géographie
Longue de 44,3 km, la rivière Octave prend sa source (altitude : 65 m) à 9,6 km à l'ouest de la rivière Nottaway, à la hauteur de l'île Misiministikw qui est située sur cette dernière rivière. La source de la rivière Octave est situé au nord de l'étang Kapikupetinach, dans une zone de partage des eaux entre le ruisseau Kaminachikuskah et un ruisseau coulant vers l'est vers la rivière Nottaway.
Le principal affluent de la rivière Octave est le ruisseau Akamischech Kapimpaich (venant du sud). Les bassins versants voisins de la rivière Octave sont :
- côté ouest et sud : rivière Missisicabi et le ruisseau Kaminachikuskach ;
- côté est : rivière Nottaway.

Après une dizaine de kilomètres à partir de sa source, le courant de la rivière Octave traverse les rapides Kashuwepainanuch. À partir de cette zone, la rivière Octave coule surtout en zone de marais. Cette rivière remonte vers le nord presque en parallèle au littoral ouest de la rivière Nottaway. Le cours de la rivière traverse sur 2,1 km une zone à l'est de la Réserve de biodiversité projetée de la Péninsule de Ministikawatin.
La rivière Octave se déverse dans la baie de Rupert, un appendice au sud-est de la baie James, en face de trois îles à bas relief. L'embouchure de la rivière Octave est situé à 17,3 km à l'ouest de Waskaganish, à 10,7 km au nord-ouest de l'embouchure de la rivière Broadback.

## Toponymie
Le toponyme rivière Octave a été officialisé le 5 décembre 1968 à la Banque des noms de lieux de la Commission de toponymie du Québec.